# Corona noruega
La corona noruega (en noruec norsk krone o, simplement, krone; en plural, kroner) és la unitat monetària de Noruega. Es divideix en 100 øre (forma tant singular com plural). El codi ISO 4217 és NOK.

## Història

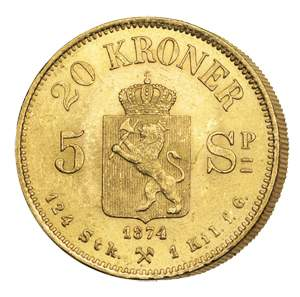
Moneda de 20 corones del 1874

La introducció de la corona com a moneda de curs legal noruega el 1875 fou resultat de la Unió Monetària Escandinava, que va durar fins a la Primera Guerra Mundial. Els integrants inicials de la unió monetària foren els estats escandinaus de Suècia i Dinamarca, i Noruega s'hi va afegir dos anys després. La moneda comuna es va dir «corona» (krone a Dinamarca i Noruega i krona a Suècia). Arran de la dissolució de la unió monetària, tots tres estats van decidir de mantenir el nom de les respectives monedes individuals.

## Monedes i bitllets
Emesa pel Banc de Noruega (Norges Bank), en circulen monedes d'1, 5, 10 i 20 corones, i bitllets de 50, 100, 200, 500 i 1.000 corones.
Les monedes de 10 i 20 corones porten l'efígie del monarca. Abans també la duien les monedes d'1 i de 5 corones, però ara aquests valors només van guarnits amb símbols reials o nacionals estilitzats. A la moneda de 10 corones també hi ha inscrit el lema reial del monarca actual, Harald V: Alt for Norge, «Tot per Noruega».

## Tipus de canvi
El valor de la corona noruega, comparat amb el d'altres monedes, varia considerablement d'un any per l'altre, majoritàriament a conseqüència de les fluctuacions dels preus del petroli i per la variació dels tipus d'interès.
El 2002 la corona va començar a pujar fins a nivells rècord en comparació amb l'euro i el dòlar dels Estats Units, i continua a nivells molt alts si els comparem amb els d'abans de l'any de les pujades continuades. Les taxes de canvi a data 6 de juliol del 2018 són les següents:
- 1 EUR = 10,67 NOK
- 1 USD = 9,04 NOK